# Palacios de Campos
Palacios de Campos es una pedanía del municipio de Medina de Rioseco, en la provincia de Valladolid, comunidad autónoma de Castilla y León, España.
Situado en el sudeste de la comarca de Tierra de Campos limita con la provincia de Palencia. Su término municipal linda con los pueblos de Valdenebro de los Valles, Montealegre de Campos, Belmonte de Campos y Meneses de Campos. Se encuentra a 43 km de Valladolid.

## Historia
Se conocen datos de esta localidad desde hace más de nueve siglos, si bien es posible que hubiera asentamientos vacceos hace ya unos tres mil años. Fue una zona de recreo y esparcimiento de los señoríos del entorno.
Fue municipio independiente hasta 1971, año en que se incorporó al municipio de Medina de Rioseco.

## Geografía humana

### Demografía
| Gráfica de evolución demográfica de Palacios de Campos entre 1842 y 1970 |
| |
| Población de derecho según los censos de población del INE Población de hecho según los censos de población del INEEntre el censo de 1981 y el anterior, este municipio desaparece porque se integra en el municipio 47086 (Medina de Rioseco) |

Evolución de la población en el siglo XXI
| Gráfica de evolución demográfica de Palacios de Campos entre 2000 y 2020 |
|                                                                          |
| Población de derecho (2000-2020) según el padrón municipal del INE       |

## Patrimonio

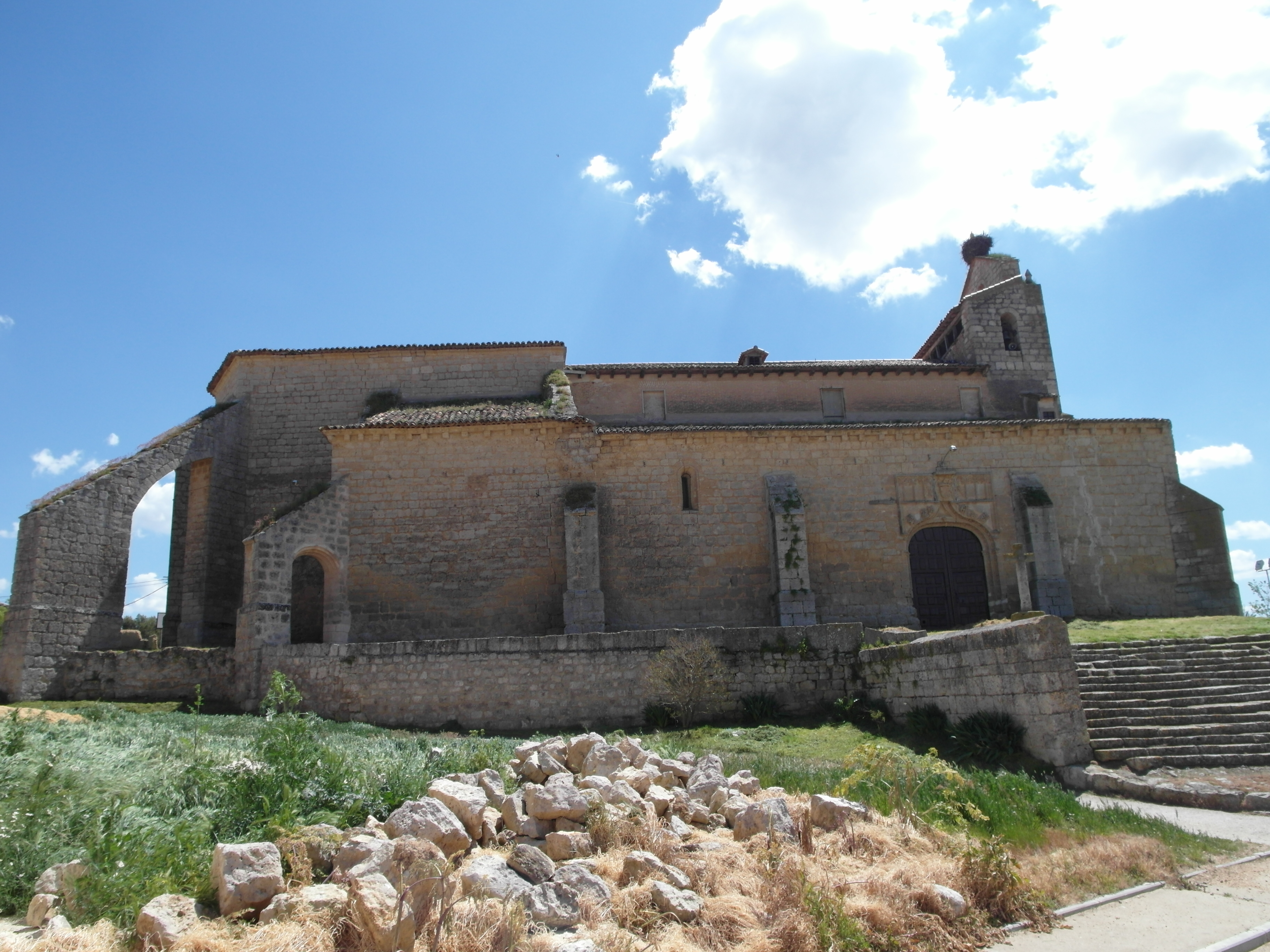
Iglesia de Palacios de Campos.

- Iglesia parroquial de Nuestra Señora La Antigua: Templo de origen románico, como denotan sus muros principales. La construcción actual es un edificio del siglo XV en estilo gótico isabelino con tres naves cubiertas con bóveda de crucería, destacando su Cristo de las Aguas del siglo XIV y varios retablos barrocos en las naves laterales del siglo XVIII.
- Ermita del Cristo de la Vega: Construida en el siglo XV.

## Hijos ilustres
- Felipe Ruiz Martín. Catedrático de economía